# 歐文·哈特
歐文·哈特（英語：Owen Hart，1965年5月7日—1999年5月23日），本名歐文·詹姆士·哈特（英語：Owen James Hart），是加拿大已故的職業摔角選手。在歐文·哈特的職業生涯中，曾待過各大職業摔角聯盟，包括新日本職業摔角、世界冠軍摔角及最出名的世界摔角聯盟。作為哈特家族的成員，歐文·哈特是世界摔角娛樂名人堂成員史都·哈特及海倫·哈特十二個孩子中的老么。他後來在出場比賽時因意外身亡。

## 冠軍及成就

### 職業摔角畫報
- 年度編輯獎（1999年）[5]
- PWI年度最佳宿敵（1994年；與布雷特·哈特）[6]
- PWI年度最佳新人（1987年）[7]
- PWI 500-第10名（1994年）[8]
- PWI Years（個人）-第66名（2003年）[9]
- PWI Years（團體）-第84名（2003年）[10]

### 新日本職業摔角
- IWGP次重量級冠軍（一次）

### 世界摔角娛樂
- WWF歐洲冠軍（一次）[11]
- WWF洲際冠軍（兩次）[12][13]
- WWF世界雙打冠軍（四次；與橫綱兩次[14][15]、與英國牛頭犬一次[16]、與傑夫·賈勒特一次[17]）
- 擂台之王（1994年）
- 衝擊大賞年度擂台震撼（1996年）1
- 衝擊大賞年度最佳領結（1997年）2[18]

### 摔角觀察通訊獎（英语：Wrestling Observer Newsletter awards）
- 五星級賽事（1994年；於夏日衝擊的鐵籠戰對上布雷特·哈特）
- 最佳飛身撲擊（1997年、1998年）
- 年度最佳宿敵（1997年；與布雷特·哈特、吉姆·奈哈德、英國牛頭犬及布萊恩·菲爾曼對上冷石·史蒂夫·奧斯汀）

1此獎項原本要頒給尚恩·麥可的崩潰，但歐文·哈特自行頒發給自己。
2在歐文·哈特提出此獎項後，他未將獎項頒發給其他候選人，而是他自己。